# Ptychodium plicatum
Ptychodium plicatum (deutsch Faltblattmoos, Echtes Faltblattmoos oder Faltblättriges Streifenmoos genannt) ist eine Laubmoosart aus der Ordnung Hypnales. Ein häufig verwendetes Synonym ist Lescuraea plicata (Schleich. ex F.Weber & D.Mohr) Broth.

## Merkmale
Es handelt sich um eine kräftige Art mit bis 12 Zentimeter langen, unregelmäßig beasteten Pflanzen, die oft ausgedehnte, gelbgrüne bis dunkelgrüne oder bräunliche Rasen bilden. Das Stämmchen weist zahlreiche, vielgestaltige Paraphyllien auf. Die Blätter sind stark längsfaltig, eilanzettlich, lang zugespitzt, feucht abstehend und öfters etwas einseitswendig, trocken anliegend. Stämmchenblätter sind etwas größer als die Astblätter. Die ganzrandigen oder oben an der Spitze etwas gesägten Blattränder sind breit umgerollt. Die einfache Blattrippe endet vor der Blattspitze. Die Blattzellen sind in der Blattmitte linealisch-rhombisch, am Blattgrund rechteckig und getüpfelt, in den Blattflügeln quadratisch.
Die Geschlechterverteilung ist diözisch. Die Kapsel auf der etwa 2 Zentimeter langen Seta ist länglich und geneigt bis horizontal, der Deckel kurz kegelig. Die Art fruchtet selten.

## Standortansprüche und Vorkommen
Die kalkliebende Art wächst an halbschattigen Standorten auf Gestein, seltener auf Erde von der montanen bis zur alpinen Höhenstufe. In den Alpen ist sie verbreitet bis häufig und bildet oft große Bestände. In den deutschen Mittelgebirgen ist sie sehr selten. In Europa reichen die Vorkommen von Norwegen bis Spanien.

## Systematik
Die Art wurde erstbeschrieben als Hypnum plicatum durch Johann Christoph Schleicher im von Friedrich Weber und Daniel Matthias Heinrich Mohr herausgegebenen Index Musei Plantarum Cryptogamarum im Jahr 1803. Über ihre taxonomische Stellung gibt es bis heute keine Einigkeit. Viele Autoren stellen sie, als Ptychodium plicatum (Schleich. ex F.Weber & D.Mohr) Schimp. in die Gattung Ptychodium. Andere ordnen sie, als Lescuraea plicata (Schleich. ex F.Weber & D.Mohr) Lindb. der Gattung Lescuraea zu. Die Kombination als Pseudoleskea plicata (Schleich. ex F.Weber & D.Mohr) Kindb. wird heute nicht mehr vertreten. Ob Ptychodium (und auch Pseudoleskea) als eigenständige Gattung beibehalten oder in einer weit gefassten Gattung Lescuraea zusammengefasst werden sollen, konnte bisher auch mit molekularen Methoden nicht abschließend geklärt werden, es sind weitere Untersuchungen erforderlich. Ebenso Uneinigkeit besteht über die Zuordnung zu einer Familie. Hier behalten einige Bearbeiter eine separate Familie Thuidiaceae bei, während sich andere für deren Auflösung in einer weit gefassten Familie Leskeaceae aussprechen. Anastasia Gardiner und Kollegen stellten für diese und verwandte Gattungen 2006 die Familie Pseudoleskeaceae (ursprünglich beschrieben durch Schimper 1860, aber von späteren Taxonomen nicht anerkannt) wieder neu auf.